# Isidoro Pestarino
Isidoro Maria Pestarino (Genova, 20 settembre 1920 – Genova, 19 maggio 1944) è stato un partigiano italiano, medaglia d'oro al valor militare alla memoria.

## Biografia
Due anni dopo essersi diplomato presso l'Istituto "M. Torelli" di Genova, fu chiamato alle armi. Assegnato al VII Battaglione di istruzione dell'87º Reggimento fanteria, Pestarino fu promosso sergente. Frequentata la Scuola allievi ufficiali di Rieti, fu assegnato come sottotenente al 93º Reggimento "Messina". Dopo l'armistizio, il giovane ufficiale di complemento fu catturato dai tedeschi, ma riuscì a fuggire e a raggiungere la sua famiglia, sfollata in un paese della costa ligure.
Entrato in contatto con un gruppo di partigiani comandati da Giovanni Carlo Odino ("Italo"), Pestarino, col nome di copertura di "William", partecipò a numerose azioni di guerra nella zona di Masone, oltre che nell'Alessandrino e nel Cuneese (a Castelletto, Capriata d'Orba, Garessio). "William" fu catturato dai nazifascisti nella zona di monte Tobbio, durante il grande rastrellamento della Benedicta e fucilato successivamente sul Turchino con "Italo" e altri cinquantasette martiri.
A Isidoro Pestarino è dedicata una piazza di Genova.